# Ministero della difesa (Serbia)
Il Ministero della difesa (in serbo Министарство одбране?, Ministarstvo odbrane) è un dicastero del governo serbo incaricato di gestire le politiche di difesa della Repubblica di Serbia.
L'attuale ministro è Aleksandar Vulin, in carica dal 29 giugno 2017.

## Lista dei ministri
| N° | Ministro         | Mandato                           | Partito |
| -- | ---------------- | --------------------------------- | ------- |
| 1° | Zoran Stanković  | 4 giugno 2006 - 15 maggio 2007    | Ind.    |
| 2° | Dragan Šutanovac | 15 maggio 2007 - 27 luglio 2012   | PD      |
| 3° | Aleksandar Vučić | 27 luglio 2012 - 2 settembre 2013 | PPS     |
| 4° | Nebojša Rodić    | 2 settembre 2013 - 27 aprile 2014 | PPS     |
| 5° | Bratislav Gašić  | 27 aprile 2014 - 5 febbraio 2016  | PPS     |
| -  | Dušan Vujović    | 5 febbraio 2016 - 2 marzo 2016    | Ind.    |
| 6° | Zoran Đorđević   | 2 marzo 2016 - 29 giugno 2017     | PPS     |
| 7° | Aleksandar Vulin | 29 giugno 2017-26 Ottobre 2022    | MDS     |
| 8° | Miloš Vučević    | 26 Ottobre 2022                   | PPS     |